# Maji
Maji so staro ljudstvo, živeče v južni Mehiki in severni Srednji Ameriki (Gvatemala, Belize, zahodni Honduras in Salvador). Imajo tritisočletno zgodovino, saj so bili ena od mezoameriških predkolumbovskih civilizacij. V nasprotju s splošnim prepričanjem, Maji niso nikdar izumrli. Na tem območju še vedno živijo milijoni in številni ljudje še vedno govorijo katerega od majevskih jezikov.
Majevska civilizacija se je razvila na območju, ki zajema današnji jugovzhod Mehike, Gvatemalo in Belize in zahodne dele Hondurasa in Salvadorja. Ta regija je sestavljena iz severnih nižin, ki zajemajo polotok Jukatan, višavje Sierra Madre, ki teče iz mehiške zvezne države Chiapas, po vsej južni Gvatemali in dalje v Salvador in južne nižine tihomorske obmorske ravnice.
Majevska mesta so se širila stihijsko. Center mesta je obsegal komercialne in administrativne komplekse, obkrožen je bil z nepravilnim širjenjem stanovanjskih okolišev. Različni deli mesta so bili pogosto povezani s cestami. Glavno arhitekturo mesta sestavljalo palače, piramidni templji, obredna igrišča za igre z žogo in strukture namenjene za astronomska opazovanja. Majevske elite so bile pismene in so razvile kompleksen sistem hieroglifske pisave, ki je bila najbolj napredna v pred prihodom Kolumba v Ameriko. Maji so zabeležili svojo zgodovino in obredno znanje v knjigah, med katerimi so ohranjeni le trije nesporni primeri, ostale so uničili Španci. Obstaja tudi veliko drugih primerov majevskih besedil na stelah in keramiki. Maji so razvili zelo kompleksno vrsto med seboj povezanih ritualnih koledarjev in uporabne matematike, ki je poznala enega od prvih primerkov ničle na svetu.

## Mezoamerika
Mezoamerika je zgodovinska regija, ki se razprostira od današnje centralne Mehike, preko Belizeja, Gvatemale, Salvadorja, Hondurasa in Nikaragve do današnje severovzhodne Kostarike. Je arheološko kulturno območje, v katerem so pred Kolumbom oziroma pred špansko kolonizacijo cvetele številne države oziroma civilizacije.
V skladu z merili OECD, je Mezoamerika multi-nacionalna, geo-ekonomska regija v Srednji Ameriki, držav Belize, Kostarika, El Salvador, Gvatemala, Honduras, Nikaragva in Panama, kot tudi devet jugovzhodnih mehiških zveznih držav (Campeche, Chiapas, Guerrero, Oaxaca, Puebla, Quintana Roo, Tabasco, Veracruz in Jukatan).

## Zgodovina Majevske civilizacije
Zgodovina Majevske civilizacije je razdeljen na tri glavna obdobja: predklasično, klasično in postklasično dobo. Sodobni znanstveniki menijo, da so te dobe samovoljna delitev Majevske kronologije, namesto pokazatelj kulturne evolucije ali dekadence. Definicija začetka in konca obdobja se lahko zelo razlikuje odvisno od avtorja. Predklasično obdobje je trajalo od približno 2000 pred našim štetjem do približno 250 n. št., sledilo je klasično obdobje od 250 do približno 950 n. št., nato pa postklasično obdobje od leta 950 do sredine 16. stoletja. Vsako obdobje je nadalje razdeljeno:
| Obdobje           | podobdobje           | podobdobje                   | Trajanje                  |
| ----------------- | -------------------- | ---------------------------- | ------------------------- |
| Predklasično      | Zgodnje predklasično | Zgodnje predklasično         | 2000–1000 pr. n. št.      |
| Predklasično      | Srednje predklasično | Zgodnje srednje predklasično | 1000–600 pr. n. št.       |
| Predklasično      | Srednje predklasično | Pozno srednje predklasično   | 600–350 pr. n. št.        |
| Predklasično      | Pozno predklasično   | Zgodnje pozno predklasično   | 350–1 pr. n. št.          |
| Predklasično      | Pozno predklasično   | Pozno pozno predklasično     | 1 pr. n. št. – 159 n. št. |
| Predklasično      | Pozno predklasično   | Končno predklasično          | 159 – 250                 |
| Klasično          | Zgodnje klasično     | Zgodnje klasično             | 250 – 550                 |
| Klasično          | Pozno klasično       | Pozno klasično               | 550 – 830                 |
| Klasično          | Končno klasično      | Končno klasično              | 830 – 950                 |
| Postklasično      | Zgodnje postklasično | Zgodnje postklasično         | 950 – 1200                |
| Postklasično      | Pozno postklasično   | Pozno postklasično           | 1200 – 1539               |
| Kontaktno obdobje | Kontaktno obdobje    | Kontaktno obdobje            | 1511 – 1697               |

### Predklasično obdobje (2600 pr. n. št. – 250 n. št.)
2600 pr. n. št. je bila največja Majevska civilizacija na polotoku Jukatanu. Veliko ostankov iz teh časov je še neodkritih, saj so si Maji gradili naselbine na območju deževnega gozda, na težko dostopnih predelih.
Dokazi o prisotnosti Majev v Gvatemali segajo v 800 pr. n. št. Tudi Gvatemala predstavlja pomembno majevsko središče predklasične dobe in pozneje, vendar dokazov o zgodnji naseljenosti Majev, tako kot v Belizeju in Mehiki niso našli. Gvatemalske majevske naselbine predstavljajo pomembna arheološka odkritja, saj so našli veliko dokazov o tem, ki pričajo, da so tu nastala prva večja naselja.

### Klasično obdobje (250 – 900 n. št.)
V tem obdobju se zelo poveča urbanizacija in s tem gradnja velikih stavb in mest. Najbolj znani objekti iz tega obdobja so stopničaste piramide, čeprav so jih gradili že prej. Te piramide imajo značilno stopničasto strukturo s templjem na vrhu in so značilna arhitektura starih ljudstev Srednje Amerike.
Maji so veliko trgovali z drugimi ljudstvi, dokaz je, da so pri Chichén Itzáju v cenote sagrado – žrtvenem vodnjaku (starem toliko kot tempelj) našli zlato iz Paname, ki izvira iz teh časov. Maji so na trgu svoje pridelke – kakav (mesto Chocola, od tu izvira ime za čokolado), sol, školjke, žad, obsidian – menjali za zlato in hrano. Zanimivo je, da Maji niso poznali živinoreje in domačih živali, poznali pa so lov.

### Propad Majev
Zmotno je prepričanje, da so Maji izumrli, saj ocenjujejo, da je njihovih potomcev v Srednji Ameriki okrog 2 milijona.
Zakaj pa je civilizacija kot taka propadla nekje med 700 in 800 n. št., ko so se, predvsem na južnih predelih kjer so živeli Maji, ljudje množično izseljevali iz največjih majevskih središč, pa obstaja več teorij, o katerih se strokovnjaki ne morejo poenotiti.
Teorije delimo na ekološke (povezane z okoljem) in neekološke.
Neekološke teorije pravijo, da so možni vzroki za izselitev prenaseljenost, druga ljudstva, ki so si prisvojila to ozemlje in izgnala Maje, upor kmetov proti svečenikom ali pa prekinitev trgovskih poti. Ekološke teorije, za katere obstajajo dokazi, pa so, da so z intenzivnim poljedelstvom skrčili veliko deževnega gozda (kar je še danes težava) in preveč intenzivno posegali tudi v favno gozda s preveč intenzivnim lovom .

### Postklasično obdobje (10. – 16. stol.)
Centri urbanizacije in kulture se na severu še zmeraj širijo. Tudi Chichén Itzá je še zmeraj pomembno središče. Vladavini majevskih  dinastij Uxmal in Chichen se uprejo in majevsko središče se preseli v Mayapan (od tu izvira verjetno tudi ime za Maje), ki je veliko 4 km2, na njem pa je preko 4000 struktur, ki so jih zgradili Maji.
Potem pa so v 16. stoletju prišli Španci in začeli osvajati majevska ozemlja,  do leta 1546 so osvojili skoraj ves Jukatan, zanimivo je, da so za osvojitev mesta Itza potrebovali kar 170 let, in so ga osvojili šele 1697.

## Kje so živeli
Ozemlje, na katerem so živeli Maji, je zajemalo Gvatemalo, del Salvadorja in Hondurasa ter širno mehiško pokrajino, polotok Jukatan. Maji so gradili svoja mesta na najbolj nedostopnih krajih, globoko v džungli. Arheologi so opravili mnogo dela, da bi majevska mesta in središča očistili gostega rastlinja. Odkrili so desetine mest, prepričani pa so, da jih je še veliko več. Nekatera so stara tudi že 2000 let.

## Kako so živeli
Niso poznali kolesa in niso imeli udomačenih živali. Kjer je narava dovoljevala so zgradili gosto mrežo kanalov, večja religiozna središča na Jukatanu pa so povezali s cestami. Bili so izkušeni poljedelci in dobro so znali izkoriščati svoja siromašna zemljišča. Vse majevsko ozemlje je bilo na gosto poseljeno, vendar ni šlo za prava mesta, temveč prej za središča zbiranja, kjer so stale javne zgradbe: templji, svetišča, observatoriji, stadioni, tržnice. Ni znano, ali so na obrobju teh svetišč živeli svečeniki in javni funkcionarji, toda majevski prebivalci so živeli več kilometrov stran. V središče so hodili le ob verskih praznikih, na gledališko predstavo ali na semenj.
Majevske koče so bile zelo preproste. Vsa zemlja je bila skupna last. Obdelovalna polja so pridobivali s sekanjem in požiganjem gozda. Tako pridobljenih zemljišč pa niso orali. Dovolj je bilo narediti luknjo s palico in vanjo vrči seme. To razloži, zakaj je majevsko ljudstvo lahko imelo čas za gradnjo svojih velikih del. Poleg koruze so gojili pšenico, sladki krompir, fižol, bombaž, konopljo, kakav.Maji so iz kakavovca pridelovali kakave ter napitke iz kakava. Čebele brez žela so gojili  v votlih drevesih. Zelo pomembno je bilo drevo sapotilje, iz katerega so pridobivali lepljivo snov, ki so jo uporabljali kot lepilo in tudi kot žvečilni gumi. V majevski prehrani ni manjkalo mesa. Lovili so veliko rib, med divjimi živalmi damjake, pasavce, želve, zajce, fazane, med domačimi pa purane, kokoši in race.

## Od rojstva do odraslega Maja
Osnovni pojem je bil čas; Maj je imel svoj horoskop, še preden se je rodil. Takoj ob rojstvu so svečeniki določili najprimernejši dan, ko naj bi mu dali ime. Za Maja je imelo ime magičen pomen; tako so nosili »namišljeno« ime, tisto pravo pa so poznali le starši in najožji prijatelji. Otroku so sploščili glavo, prav tako pa so poskrbeli za poudarjeno škilavost – to so bili lepotni ideali. Ko je mladi Maja postal polnoleten (dvanajst let za ženske, štirinajst za moške), so priredili svečan obred. Razkošno oblečeni svečeniki so izlivali prečiščeno vodo na dečke in deklice, zbrane na svetem dvorišču. V tem trenutku so postali moški in ženske s pravicami in dolžnostmi odraslih.

## Zanimivosti
Veliko pozornost so pripisovali teku časa. Malodane na vseh oltarjih, stelah in ploščah je predstavljen čas. Spomenik so lahko postavili ravno zato, da so nanj napisali datum. Ampak ti datumi niso označevali pomembnih trenutkov ali dejstev - Maji so pod datumom preprosto dodajali svoja opažanja o gibanju Venere ali o bogovih, ki so tisti hip vladali.
Dosegli so velike uspehe tudi v astronomiji. Izračunali so kroženje Venere in sestavili tabelo sončnih mrkov, ki so jo uvedli kot dvojni koledar, tako da so jih lahko tudi napovedali. Izračunali so natančno dolžino leta, čeprav niso uvedli prestopnega leta.
Poleg astronomije so bili tudi genialni matematiki: iznašli so ničlo.

## Spretni stavbeniki, kiparji in slikarji
Imeli so veličastna in velika središča, kar pa bi stežka našli v zgodovini človeka. Ta lepa in preprosta središča so gradili z orodjem iz kamna ali lesa: s sekirami, kladivi, dleti. Majevsko mesto je imelo mnogotero funkcij in poslopja so bila namenjena različnim dejavnostim. V osrednjem pasu so se sredi sijajnih trgov dvigala svetišča; sledile so palače, astronomski observatoriji, stadioni, kopališča.
Majevska arhitektura se na prvi pogled zdi precej drugačna od drugih antičnih civilizacij, pa ne le zaradi načrta, temveč tudi zaradi materialov. Apnenčev kamen, zdrobljen v prah, je bil osnova za cement, ki se je odlično vezal s kamnom. Ko se je cement strdil, so poslopje očistili in zloščili.
Tudi majevski umetniki so bili zelo spretni; ko občudujemo velikanska klesarska dela na tisočerih stelah, ploščah, stebrih, stenah. Mnoge freske pa so tudi že uničene. Maji so imeli lastno hieroglifsko pisavo.

## Okrutna vera
Majevsko ljudstvo je bilo globoko verno. Za Maje je bilo žrtvovanje svečan obred in ne dejanje krutosti. Prvi primer žrtvovanja: žrtev so položili na oltar in duhovniki so ji dobesedno prerezali vrat. Drugo, za majevsko vero značilno skupinsko žrtvovanje: v mestih so našli številna globoka brezna. To so bili sveti vodnjaki (cenotes). Vanje so med slovesnimi obredi metali »izbrane« moške in ženske (velikokrat dokaj mlade), namenjene žrtvovanju. V breznih so bila izkopana okostja odraslih in otrok ter mnogo predmetov.
Imeli so veliko bogov. Najpomembnejši so bili tisti na nebu, na zemlji in pod njo. Imeli pa so božanstva še za vsako delo: boga za čebelarje, boga za trgovce, za popotnike in celo za tistega, ki je tetoviral. Pogosto so božanstvom pripisovali živalske lastnosti: npr. bogove dežja so istoverili s plazilci ali krokodili. Pogosto so majevski bogovi privzemali četveren videz, imeli so torej štiri emanacije. Eno od teh božanstev je bil Chac, poglavitni bog dežja, upodobljen kot starec s strašno dolgim nosom in zmeraj ves solzen. Solze so simbolizirale deževne kaplje. Med pomembnejšimi so bili tisti, ki so nadzorovali čas, dneve, mesece, leta in gibanje zvezd. Toda za ljudstvo, navezano na zemljo, je imel ugled predvsem bog koruze. Koruza je bila največji dar, ki so ga bogovi dali ljudem, saj je osnova za njihovo preživetje. Setev koruze pa ni bilo samo delo: preden so zorali njivo, so se postili in prinašali bogovom darove; vsak trenutek obdelovanja je bil svet obred.

## Religija
Rituali in obredi, ki  jih izvajajo neke vrste šamani – h'mani, so  povezani s cikli narave in zemlje (vesolja). H'mani  svoje obrede izvajajo z namenom, da bi vplivali na cikle narave, predvideli prihajajoče dogodke in zdravili ljudi. Cikle so opazovali in opisovali v svojih koledarjih. Verovali so, da je vsak svet iz treh svetov (podobno kot danes), da obstaja svet pod nami, realen svet in svet v nebesih. Njihova starodavna verovanja danes spremlja negativna konotacija, saj so v svojih obredih žrtvovali ljudi, celo otroke. V današnjih časih nekateri novodobni Maji, ki starodavne rituale še izvajajo, pri svojih ritualih človeško kri nadomeščajo s piščančjo.

## Propad civilizacije
Ko so v srednjo in južno Ameriko prispeli španski osvajalci, so imeli z osvojitvijo majevskih ozemelj veliko težav. Vojne za osvojitev Jukatana so trajale vsaj 40 let, od začetka 16. do konca 18. stoletja. Maji so se osvajalcem uprli še nekajkrat, najbolj uspešno v tako imenovani Vojni kast, v 19. stoletju. Zadnje majevsko mesto, ki so ga osvojili Španci leta 1697, je bil Tayasal v Gvatemali.